# امیر عابدینی
حسن عابدینی مشهور به امیر عابدینی (زاده‌ ۲۲ آذر ۱۳۲۸ تهران) سیاستمدار و مدیر ورزشی اهل ایران است. عابدینی از سال ۱۳۶۰ تا ۱۳۶۲ به‌عنوان استاندار لرستان، از سال‌ ۱۳۶۲ تا ۱۳۶۶ به‌عنوان استاندار آذربایجان شرقی و از سال‌ ۱۳۶۶ تا ۱۳۶۸ به‌عنوان استاندار خراسان فعالیت می‌کرد. وی از سال‌ ۱۳۷۲ تا ۱۳۷۹ مدیرعامل باشگاه فوتبال پرسپولیس و برای مدت ۶ ماه در سال ۱۳۷۳ رئیس فدراسیون فوتبال ایران بود. عابدینی همچنین در دوره نخست شورای شهر از سال‌ ۱۳۷۸ تا ۱۳۸۱ به‌عنوان عضو شورای اسلامی شهر تهران فعالیت می‌کرد.

## سوابق سیاسی و اجرایی
او پس از انقلاب دارای سمت‌ها و مسئولیت‌های گوناگونی به شرح زیر بود:
- مدیرعامل شرکت توسعه راه‌های ایران
- استاندار لرستان
- استاندار آذربایجان شرقی
- استاندار خراسان
- معاون وزارت صنایع و معادن
- عضو علی‌البدل و اصلی شورای شهر تهران
- معاونت مسکن بنیاد شهید
- مدیرعامل شرکت مهندسی فرودگاه‌های کشور
- مدیرعامل سازمان اتکا
- مدیرعامل شرکت سهامی کل معادن ایران

او پس از حوادث شهرآورد سی و نهم تهران در دی ماه سال ۱۳۷۳ یک سال محروم شد.

## سوابق ورزشی
- رئیس فدراسیون فوتبال جمهوری اسلامی ایران ۱۳۷۳
- مدیرعامل باشگاه پرسپولیس تهران ۱۳۷۲ تا ۱۳۷۹
- مدیرعامل باشگاه داماش گیلان
- عضو کمیته فنی پرسپولیس ۱۳۹۳

### دوران بازیکنی
عابدینی از دسته بازیکنان سابق تیم فوتبال پیکان تهران در اولین سال تشکیل این تیم بود. وقتی بازیکنان تیم پرسپولیس در سال ۱۳۴۸ به پیکان پیوستند، عابدینی از معدود افرادی بود که همراه علی پروین در این تیم حضور پیدا کرد. عابدینی در هنگام بازگشت پرسپولیسی‌ها به پیکان هم در این تیم ماند. او تا ۲۴ سالگی در پرسپولیس بود و سپس ادامه تحصیل را به ادامه فوتبال ترجیح داد. او سابقه بازی در برق تهران را نیز دارد.

### عناوین مدیریت ورزشی
- قهرمانی پرسپولیس در مسابقات فوتبال لیگ پنجم آزادگان ۱۳۷۴
- قهرمانی پرسپولیس در مسابقات فوتبال لیگ ششم آزادگان ۱۳۷۶
- قهرمانی پرسپولیس در مسابقات فوتبال لیگ هشتم آزادگان ۷۸–۱۳۷۷
- قهرمانی پرسپولیس در مسابقات فوتبال لیگ نهم آزادگان ۷۹–۱۳۷۸
- قهرمانی پرسپولیس در مسابقات فوتبال جام حذفی ۱۳۷۸
- نایب قهرمانی پرسپولیس در مسابقات فوتبال لیگ دهم آزادگان ۸۰–۱۳۷۹
- شرکت پرسپولیس در ۴ دوره جام باشگاه‌های آسیا و کسب سه عنوان سومی (دو بار با سرمربیگری علی پروین و یک بار با سرمربیگری استانکو پوکله‌پوویچ)(۱۳۷۵٬۱۳۷۸٬۱۳۷۹) و یک چهارمی این رقابت‌ها (با سرمربیگری ایوان متکوویچ) (۱۳۷۶)گردید.
- قهرمانی در جام آزادگان و صعود به لیگ برتر به همراه تیم داماش گیلان